# Saumort
Der Saumort ist ein Fluss in Frankreich, der im Département Deux-Sèvres in der Region Nouvelle-Aquitaine verläuft. Er entspringt unter dem Namen Ruisseau des Jinchères beim Weiler La Limousinière im westlichen Gemeindegebiet von Vernoux-en-Gâtine, entwässert generell in südlicher Richtung und mündet nach rund 19 Kilometern an der Gemeindegrenze von Ardin und Fenioux als rechter Nebenfluss in die Autise.

## Orte am Fluss
(Reihenfolge in Fließrichtung)
- Scillé
- Saumort, Gemeinde Beugnon-Thireuil
- La Chapelle-Thireuil, Gemeinde Beugnon-Thireuil
- Lambert, Gemeinde Fenioux
- Puihardy
- Le Soucier, Gemeinde Ardin